# Харнден, Райан
Ра́йан Ха́рнден (англ. Ryan Harnden; 28 июня 1986, Су-Сент-Мари, Онтарио) — канадский кёрлингист.
В составе мужской сборной Канады чемпион зимних Олимпийских игр 2014; серебряный призёр чемпионата мира 2013. Чемпион Канады среди мужчин (2013), обладатель Кубка Канады.
В «классическом» кёрлинге (команда из четырёх человек одного пола) в основном играет на позициях первого и второго.

## Достижения
- Чемпионат мира по кёрлингу среди мужчин: серебро (2013, 2023).
- Чемпионат Канады по кёрлингу среди мужчин: золото (2013), серебро (2015, 2023), бронза (2010, 2016, 2019).
- Канадский олимпийский отбор по кёрлингу: золото (2013), серебро (2021).
- Кубок Канады по кёрлингу: золото (2018), серебро (2014).

## Команды
| Сезон   | Четвёртый      | Третий          | Второй         | Первый           | Запасной                                      | Турниры                             |
| ------- | -------------- | --------------- | -------------- | ---------------- | --------------------------------------------- | ----------------------------------- |
| 2006—07 | Райан Харнден  | Clint Cudmore   | Johnny Miners  | Steve Molodowich | тренер: Ross Boston                           | ЧКЮ 2007 (6 место)                  |
| 2007—08 | Eric Harnden   | И Джей Харнден  | Райан Харнден  | Калеб Флэкси     | Брэд Джейкобс тренер: Ross Boston             | ЧК 2008 (8 место)                   |
| 2008—09 | Брэд Джейкобс  | И Джей Харнден  | Райан Харнден  | Калеб Флэкси     |                                               |                                     |
| 2009—10 | Брэд Джейкобс  | Эрик Харнден    | Райан Харнден  | Калеб Флэкси     | Rob Thomas тренер: Том Коултерман             | ЧК 2010                             |
| 2010—11 | Брэд Джейкобс  | Эрик Харнден    | Райан Харнден  | Scott Seabrook   | Мэтт Дюмонтель тренер: Том Коултерман         | ЧК 2011 (5 место)                   |
| 2011—12 | Брэд Джейкобс  | Эрик Харнден    | Райан Харнден  | Scott Seabrook   | Joe Scharf (ЧК) тренер: Том Коултерман (ЧК)   | КК 2011 (7 место) ЧК 2012 (5 место) |
| 2012—13 | Брэд Джейкобс  | Райан Фрай      | Эрик Харнден   | Райан Харнден    | Мэтт Дюмонтель тренер: Том Коултерман         | ЧК 2013 · ЧМ 2013                   |
| 2013—14 | Брэд Джейкобс  | Райан Фрай      | Эрик Харнден   | Райан Харнден    | Калеб Флэкси тренер: Том Коултерман           | КООК 2013 · ЗОИ 2014                |
| 2014—15 | Брэд Джейкобс  | Райан Фрай      | Эрик Харнден   | Райан Харнден    | Eric Harnden (ЧК) тренер: Том Коултерман (ЧК) | КК 2014 · ЧК 2015                   |
| 2015—16 | Брэд Джейкобс  | Райан Фрай      | Эрик Харнден   | Райан Харнден    | Lee Toner (ЧК) тренер: Калеб Флэкси (ЧК)      | КК 2015 (6 место) · ЧК 2016         |
| 2016—17 | Брэд Джейкобс  | Райан Фрай      | Эрик Харнден   | Райан Харнден    | Lee Toner (ЧК) тренер: Калеб Флэкси (ЧК)      | КК 2016 (5 место) ЧК 2017 (4 место) |
| 2017—18 | Брэд Джейкобс  | Райан Фрай      | И Джей Харнден | Райан Харнден    | Peter Steski тренер: Калеб Флэкси             | КООК 2017 (6 место)                 |
| 2017—18 | Брэд Джейкобс  | Райан Фрай      | Эрик Харнден   | Райан Харнден    | Tanner Horgan тренер: Калеб Флэкси            | ЧК 2018 (4 место)                   |
| 2018—19 | Брэд Джейкобс  | Марк Кеннеди    | И Джей Харнден | Райан Харнден    |                                               | КК 2018                             |
| 2018—19 | Брэд Джейкобс  | Райан Фрай      | Эрик Харнден   | Райан Харнден    | Lee Toner тренер: Adam Kingsbury              | ЧК 2019                             |
| 2019—20 | Брэд Джейкобс  | Марк Кеннеди    | И Джей Харнден | Райан Харнден    | Lee Toner (ЧК) тренер: Рик Лэнг               | КК 2019 (5 место) ЧК 2020 (4 место) |
| 2020—21 | Брэд Джейкобс  | Марк Кеннеди    | И Джей Харнден | Райан Харнден    | Lee Toner тренер: Рик Лэнг                    | ЧК 2021 (6 место)                   |
| 2021—22 | Брэд Джейкобс  | Марк Кеннеди    | И Джей Харнден | Райан Харнден    | Jordan Chandler (ЧК) тренер: Калеб Флэкси     | КООК 2021 · ЧК 2022 (5 место)       |
| 2022—23 | Мэттью Данстон | Би Джей Ньюфелд | Колтон Лотт    | Райан Харнден    | тренер: Adam Kingsbury                        | ЧК 2023                             |
| 2022—23 | Брэд Гушу      | Марк Николс     | Эрик Харнден   | Джефф Уокер      | Райан Харнден тренер: Калеб Флэкси            | ЧМ 2023                             |
| 2023—24 | Мэттью Данстон | Би Джей Ньюфелд | Колтон Лотт    | Райан Харнден    | Rob Gordon тренер: Adam Kingsbury             | ЧК 2024 (4 место)                   |

(скипы выделены полужирным шрифтом)

## Частная жизнь
Представитель семьи кёрлингистов: его старший брат Эрик (И Джей) Харнден — в одной команде с Райаном чемпион Олимпийских игр, серебряный призёр чемпионата мира, чемпион Канады; вместе с ними в команде играл и их двоюродный брат Брэд Джейкобс.
Окончил Университет Британской Колумбии и Университет Алгомы. Работает агентом по продаже недвижимости в компании Royal LePage Northern Advantage.
Начал заниматься кёрлингом в 1991 году в возрасте 5 лет.